# Кременчуцький професійний ліцей сфери послуг
Кременчу́цький професі́йний ліце́й сфе́ри по́слуг — навчальний заклад Кременчука.

## Освітня діяльність
Спеціальності
- Кухар. Офіціант.
- Продавець продовольчих товарів
- Контролер-касир
- Кондитер.
- Кухар.
- Перукар — Косметик
- Перукар — Візажист

## Випускники
- Поросюк Олександр Васильович (1977—2015) — старший солдат Збройних сил України, учасник російсько-української війни.